# Лаванья, Шипионе Фьески
Шипионе Фьески (итал. Scipione Fieschi, фр. Scipion Fiesque; 1528—1598), граф ди Лаванья — французский придворный.

## Биография
Четвертый сын Синибальдо Фьески, графа ди Лаванья и де Калестан, и Марии Гроссо делла Ровере.
Граф де Калестан, сеньор де Брессюир и Луру.
Родственник Екатерины Медичи, сделал во Франции придворную карьеру.
Был направлен послом к императору Максимилиану II, с которым договорился о женитьбе Карла IX на Елизавете Австрийской.
Дворянин свиты королев Елизаветы Австрийской и Луизы Лотарингской.
Екатерина Медичи хотела произвести его в маршалы Франции, но Фьески благоразумно отказался, ответив, что готов служить на суше и на море, доволен положением доверенного лица королевы-матери, но не считает себя достойным звания маршала, которое при перемене обстоятельств можно потерять.
31 декабря 1578 пожалован в рыцари ордена Святого Духа при учреждении этой награды.

## Семья
Жена: Альфонсина Строцци (ум. 1586), дочь Роберто Строцци, барона ди Коллальто, и Маддалены де Медичи
Дети:
- Франческо (ум. 1621), граф ди Лаванья. Погиб при осаде Монтобана, где командовал полком. Жена (1609): Анн Левенёр (ум. 15.10.1653), дочь Жака Левенёра, графа де Тийера, и Шарлотты Шабо